# María Uicab
María Uicab († nach 31. Juli 1872 bei Tulum, Mexiko) war eine Maya-Priesterin, die während des Kastenkriegs in den 1860er Jahren in Tulum den Kult des Sprechenden Kreuzes praktizierte.
Neben der geistlichen hatte María Uicab auch die weltliche Macht in Tulum inne, weshalb sie auch als „Königin von Tulum“ bezeichnet wurde. Tulum war in dieser Zeit nach Chan Santa Cruz das zweitwichtigste religiöse Zentrum der aufständischen Maya. Bei einem Angriff der mexikanischen Armee (1000 Mann unter Waffen) auf Tulum am 30. Januar 1871 verlor sie einen Sohn. Am 3. Juli 1872 brandschatzten 100 Maya (Cruzoob) aus Tulum und dem benachbarten Chumpón unter Hauptmann Apolonio Koyoc den mexikanischen Ort Kantunilkin (bei Cancún). Bei einem erneuten mexikanischen Angriff am 31. Juli 1872 auf Tulum und San Antonio Muyil fiel der Cruzoob-Kommandant Juan de la Cruz, und María Uicab starb wahrscheinlich bald darauf an Kriegsverwundungen.
María Uicab spielt in der Geschichte des Kastenkriegs eine Sonderrolle, da sie als einzige Frau eine solche Funktion innehatte und den Frauen bei den Maya religiöse, politische und militärische Positionen grundsätzlich vorenthalten wurden.